# Indicador metal·locròmic
Un indicador metal·locròmic (també anomenat indicador complexomètric) és un colorant ió-cròmic, és a dir, que canvia el seu color en presència de certs ions de forma definitiva. Aquests indicadors formen un complex feble amb els ions de la dissolució el qual té un color diferent a quan no es forma el complex (quan no està unit a l'ió). Aquesta característica els fa útils per a la quantificació de cations de metalls en diferentes medis. Aquests tipus d'indicadors també són coneguts com a indicadors pM.

## Ús d'indicadors en valoracions complexomètriques
En química analítica, els indicadors metal·locròmics s'utilitzen en valoracións complexomètriques per indicar el moment exacte en què tots els ions metàl·lics de la dissolució són segrestats per un agent quelant (el qual sol ser el EDTA). Alguns indicadores metal·locròmics són sensibles a l'aire i es destrueixen. Alguns cops, durant la valoración, la disolución pot perdre color i s'hauran d'afegir unes gotes més d'indicador per poder continuar valorant.
L'ús d'aquests indicadors es basa en la reacció:
MI + Y ⇌ MY + I
On I és l'indicador quan no forma el complex,Y reaccionarà amb M per formar el complex MY. Així arribarà un moment que l'equilibri estarà molt desplaçat cap a la dreta, per tant tindrem més I que MI, i com que aquests dos són de diferent color, la dissolució canviarà de tonalitat. En aquests moment s'haurà arribat al punt d'equivalència.
També s'ha de tenir en compte que els indicadors metal·locròmics ho són també d'acid-base, i s'ha de controlar el ph per no obtenir resultats erronis.

## Exemples
Els indicadors complexomètrics són molècules orgàniques solubles en aigua. Alguns exemples són:
- Calceína amb EDTA de calci

- La curcumina per al bor, encara que el canvi de color vermell de la curcumina també es produeix per al pH> 8,4

- Negre d'eriocorm T per al calci, magnesi i alumini
- Fast Sulphon Negre amb EDTA per al coure
- Hematoxilina per al coure
- Muréxida de calci i de terres rares
- Taronja de xilenol pel gal·li, indi i escandi